# Вуди (остров)
Вуди (англ. Woody Island; кит. упр. 永兴岛, пиньинь Yǒngxīng dǎo, палл. Юнсиндао; вьет. Đảo Phú Lâm — остров Фулам) — один из Парасельских островов в Южно-Китайском море. Над островом в 1974 году установлен контроль со стороны Китайской Народной Республики. Претензии на владение островом предъявляют Китайская Республика (Тайвань) и Вьетнам. Площадь поверхности — 2,1 км².
Остров обитаем; административно входит в состав городского округа Саньша. На острове располагаются китайский военный гарнизон, спасательный центр и аэропорт (военный аэродром) со взлётной полосой длиной 2350 метров (аэродром был построен в 1990 году).
На Юнсине были построены новые очистные сооружения и завод по переработке мусора, вслед за новым заводом по опреснению воды на острове появляется центр по наблюдению за морскими черепахами.